# Talp musaranya d'Anderson
El talp musaranya d'Anderson (Uropsilus andersoni) és una espècie de mamífer de la família dels tàlpids. És endèmic de la Xina.
Aquest tàxon fou anomenat en honor del zoòleg estatunidenc Malcolm Playfair Anderson.